# Vörösmarty tér
Vörösmarty tér è una piazza nel centro di Budapest, all'estremità settentrionale di Váci utca.
Al centro della piazza c'è una statua del poeta Mihály Vörösmarty, dietro la quale si trova un parco recintato e una fontana fiancheggiata da leoni di pietra. Nella piazza si trovano anche il Café Gerbeaud e la sede dell'Ambasciata britannica.